# Вагаршапат
Ечмијадзин или Вагаршапат (јерменски: Էջմիածին, Վաղարշապատ) је град у Јерменији. То је најсветији град Јерменске апостолске цркве и седиште њеног вође - католикоса. Налази се у покрајини Армавир, око 20 километара западно од Јеревана. По подацима из 2008. град има 52.757 становника. 
Град је основан у 4. или 3. веку п. н. е. као Вардкевсан. У другом веку нове ере град је постао престоница и најважнији град Јерменије, што је и остао до 4. века. Најважнија зграда у Ечмијадзину је катедрала, која је најстарија на свету. Изграђена је 301-303, када је Јерменија била једина држава на свету која је прихватала хришћанство као државну религију. Катедрала је обновљена и дограђена под римском влашћу 480. и 618. Мурали у унутрашњости су израђени у 18. веку, а звоник пола века раније. Близу катедрале су патријаршијска палата и богословија. У граду су још две вредне древне цркве: Црква свете Гајане из 630. и Црква свете Хрипзиме из 618. 
Катедрала, поменуте две цркве и археолошко налазиште Звартноц у близини града су скупа на листи Светске баштине. 
Од 1992. званично име града је Вагаршапат. 

## Градови побратими
- Петрозаводск, Русија од 2004.
- Фрезно, Калифорнија, САД од 2009.
- Сергијев Посад, Русија од 2010.

## Становништво
| Година       |
| Становништво |
| ------------ |